# Raó doble
La raó doble, també anomenada raó anharmònica, és una poderosa eina en geometria, especialment en geometria projectiva. El nom de raó anharmònica va ser creat per Michel Chasles, però la noció es remunta a Pappos d'Alexandria.

## Raó doble de quatre punts colineals

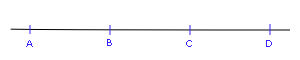
Si les divisions són regulars, la raó doble de C, D a A, B és:

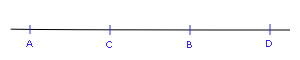
Si les divisions són regulars, la raó doble de C, D a A, B és:

Si A, B, C i D són quatre punts diferents d'una línia recta. La raó doble o raó anharmònica entre A, B i C, D és:
{\displaystyle {\frac {\frac {\overline {CA}}{\overline {CB}}}{\frac {\overline {DA}}{\overline {DB}}}}={\frac {{\overline {CA}}\cdot {\overline {DB}}}{{\overline {CB}}\cdot {\overline {DA}}}}}
Hi ha diferents notacions per a aquesta raó doble. Les més habituals són (A, B; C, D), (A, B, C, D) i [A, B, C, D].
És essencial tenir en compte que l'ordre dels punts influeix directament en el resultat. D'acord amb les possibles permutacions, la raó doble entre quatre punts podria tenir 4! = 24 valors, encara que només sis d'ells són diferents entre si:
{\displaystyle ~r;1-r;{\frac {1}{r}};{\frac {1}{1-r}};1-{\frac {1}{r}};{\frac {1}{1-{\frac {1}{r}}}}}
Aquestes transformacions formen un grup isomorf al grup simètric S₃. Això s'explica de la següent manera. Les permutacions (diferents de la identitat) que deixen la raó doble invariable són
{\displaystyle (AB)(CD)\quad (AC)(BD)\quad (AD)(BC)}
(escrits segons la notació de producte de cicles disjunts). Formen un subgrup normal de S₄, isomorf a grup de Klein, i en aquest cas un grup quocient.

## Propietats
- Aquesta relació numèrica és independent de la marca triada a la recta (d) i de la unitat de longitud triada.
- És fàcil veure que si es canvien a la vegada A / B i C / D, no es modifica la raó doble.
- Aquesta relació es manté invariant per a moltes transformacions geomètriques, com isometries, semblances o transformacions afins. La inversió polar també preserva la relació anharmònica de quatre elements d'una estructura unidimensional. Així mateix, roman invariant per homografies, com la perspectiva cònica.
- Si C és el centroide de (A, a) i (B, b) i si D és el de (A, a') i (B, b') llavors la seva raó doble és {\displaystyle {\frac {ab'}{a'b}}}. Això explica per què una transformació que preserva els centres de gravetat també preserva les raons dobles. Aquí la notació (X, x) indica que el punt situat a l'abscissa X, té un pes x.

## Raó doble de quatre rectes concurrents
Un resultat important en la geometria projectiva és que una projecció central conserva la raó doble. Permet afirmar a la figura adjunta que les raons dobles de (A, B, C, D) i (A', B', C', D') són iguals siguin quines siguin les línies que porten la sèrie de quatre punts (una demostració és possible usant el Teorema de Tales diverses vegades).
Com que aquesta relació és independent de la posició de la recta secant que fa a les quatre línies rectes, aquesta relació depèn únicament de la posició relativa de les quatre línies rectes concurrents. A continuació es defineix la raó doble de les quatre rectes:
{\displaystyle (d_{\mathrm {A} },d_{\mathrm {B} };d_{\mathrm {C} },d_{\mathrm {D} })}
De fet, es demostra que aquesta relació és igual a:
{\displaystyle {\frac {\frac {\sin {\mathrm {COA} }}{\sin {\mathrm {COB} }}}{\frac {\sin {\mathrm {DOA} }}{\sin {\mathrm {DOB} }}}}} ,
el que explica que la raó doble és independent del tall transversal seleccionat.

## Divisió harmònica
Quan la raó doble és igual a -1, es diu que els quatre punts formen una quatern harmònica. El punt D es diu conjugat harmònic de C respecte a A i B. Es pot provar que C també és el conjugat de D pel que fa a aquests mateixos punts.
Exemple 1: Seqüència harmònica
- El punt d'abscissa {\displaystyle {\frac {1}{3}}} és el conjugat del punt d'abscissa {\displaystyle 1} pel que fa als punts d'abscisses {\displaystyle 0} i {\displaystyle {\frac {1}{2}}} .
- El punt d'abscisses {\displaystyle {\frac {1}{4}}} és el conjugat d'abscisses {\displaystyle {\frac {1}{2}}} pel que fa als punts d'abscisses {\displaystyle 0} i {\displaystyle {\frac {1}{3}}} .
- En general, el punt d'abscissa {\displaystyle {\frac {1}{n+2}}} és el conjugat del punt d'abscissa {\displaystyle {\frac {1}{n}}} pel que fa als punts d'abscisses {\displaystyle {\frac {1}{n+1}}} i {\displaystyle 0} .
- Es defineix així la seqüència de nombres {\displaystyle 1,{\frac {1}{2}},{\frac {1}{3}},{\frac {1}{4}}} ... anomenada progressió harmònica que s'utilitza a la música per definir una escala musical harmònica.

Exemple 2: Mitjana harmònica
- El conjugat de {\displaystyle 0} pel que fa a {\displaystyle x} i {\displaystyle y} és la mitjana harmònica de {\displaystyle x} i {\displaystyle y}:

{\displaystyle {\frac {2}{{\frac {1}{x}}+{\frac {1}{y}}}}}
Exemple 3: Baricentre
- Si C és el baricentre de (A, a) i (B, b), el seu conjugat respecte a A i B és el baricentre de (A, -a) i (B, b) Aquí la notació (X, x) indica que el punt situat a l'abscissa X, té un pes x, pes que en aquest cas també pot ser negatiu.

## Raó doble, longituds, angles i àrees

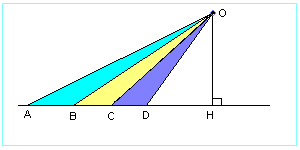
Diagrama de triangles enllaçats

A banda de la seva importància en termes de la raó doble de rectes orientades, la raó anharmònica també es pot definir per a angles i àrees orientades. Per exemple, en el diagrama adjunt, l'àrea dels diferents triangles es pot expressar de dues maneres:
Per exemple, pel triangle OAB tenim
{\displaystyle {\frac {1}{2}}\cdot {\overline {OH}}\cdot {\overline {AB}}={\frac {1}{2}}\cdot {\overline {OA}}\cdot {\overline {OB}}\cdot \sin({\widehat {AOB}})} .
Per tant, després de simplificar l'expressió per OH² o per OA ⋅ OB ⋅ OC ⋅ OD, es produeix la igualtat de tres raons dobles: de longituds, d'àrees i dels sinus.

## Raó doble de quatre punts en una circumferència
La propietat de la raó doble del sinus és una conseqüència que els 6 punts A, B, C, D, M, P pertanyen a la mateixa circumferència. Com que els angles {\displaystyle {\widehat {AMB}}} i {\displaystyle {\widehat {APB}}} són suplementaris, els seus sinus són iguals. La raó doble de les rectes (MA, MB, MC, MD) és igual a la de les rectes (PA, PB, PC, PD). Per tant, es pot parlar de la raó doble de quatre punts en una circumferència. Es demostra a la geometria projectiva (sense recórrer als sinus) que aquesta propietat és certa per qualsevol cònica: Donada una cònica, si A, B, C, D, M són fixos i P pertany a la cònica, llavors la raó doble (PA, PB, PC, PD) és constant per a qualsevol P.
Això indica que la inversió de quatre punts alineats, (E, F, G, H) amb centre a M, manté la raó doble a la seva imatge (A, B, C, D), que també és concíclica.

## Teoremes de divisió harmònica de Ceva i de Menelau
El teorema de Ceva i el teorema de Menelau estan connectats per una relació harmònica.
Els dos teoremes impliquen dues relacions:
{\displaystyle {\frac {\overline {\mathrm {BD} }}{\overline {\mathrm {DC} }}}\cdot {\frac {\overline {\mathrm {CE} }}{\overline {\mathrm {EA} }}}\cdot {\frac {\overline {\mathrm {AF} }}{\overline {\mathrm {FB} }}}=1} i {\displaystyle {\frac {\overline {\mathrm {D'B} }}{\overline {\mathrm {D'C} }}}\cdot {\frac {\overline {\mathrm {EC} }}{\overline {\mathrm {EA} }}}\cdot {\frac {\overline {\mathrm {FA} }}{\overline {\mathrm {FB} }}}=1} .
la qual cosa, després de la seva simplificació, porta a:
{\displaystyle {\frac {\frac {\overline {\mathrm {DB} }}{\overline {\mathrm {DC} }}}{\frac {\overline {\mathrm {D'B} }}{\overline {\mathrm {D'C} }}}}=-1} ,
que expressa que els punts D i D' divideixen el segment [BC] d'acord amb una quaterna harmònica.
Aquesta propietat permet generalitzar la construcció del conjugat de D pel que fa a BC, tenint un punt arbitrari A fora de (BC) i un punt M arbitrari a (AD).

## Variable complexa
DEF: siguin α, β, γ i δ quatre nombres complexos diferents dos a dos. La raó doble o raó anharmònica entre ells es defineix com:
{\displaystyle [\alpha ,\beta ,\gamma ,\delta ]={\frac {(\alpha -\gamma )(\beta -\delta )}{(\alpha -\delta )(\beta -\gamma )}}\cdot }
- Propietat: quatre punts α, β, γ i δ són cíclics o alineats si i només si [α, β, γ, δ] ∈ ℝ.
- Propietat: hi ha una relació de Chasles multiplicativa mitjançant raons anharmòniques que impliquen cinc números a, b, c, d, e, tals que {\displaystyle [a,b,c,d]\times [a,b,d,e]=[a,b,c,e]}. Els nombres a i b no canvien, el nombre d fa d'intermediari entre c i e. Un simple desenvolupament de l'expressió permet comprovar-ho.
- Propietat: vegeu la cridanera fórmula de les sis raons dobles, inclosa per Daniel Perrin a l'obra Géométrie analytique classique (Eiden 2009).